# Khulna (provins)

Provinsen läge i Bangladesh

Khulna är en av sex provinser (bibhag) i Bangladesh och är belägen i den sydvästra delen av landet. Den har ungefär 15 miljoner invånare (2001) på en yta av 22 285,41 km². Administrativ huvudort och största stad är Khulna. Andra stora städer är Jessore och Satkhira.

## Administrativ indelning
Provinsen är indelad i tio distrikt, zila, som i sin tur är indelade i mindre administrativa enheter som kallas thana och upazila.
Distrikt (Zila):
- Bagerhat, Chuadanga, Jessore, Jhenaidah, Khulna, Kushtia, Magura, Meherpur, Narail, Satkhira